# Kapitan fregate
Kapitan fregate je pomorski častniški čin (kopenski ekvivalent je podpolkovnik).

## Primerjava častniških stopenj
Slovenska vojska :

| Vojaški čini           |                   |                            |
| Nižji: Kapitan korvete | pomorski častniki | Višji: Kapitan bojne ladje |

Avstro-Ogrska vojna mornarica  (k.u.k. Kriegsmarine): Fregattenkapitän 

| Vojaški čini           |                   |                            |
| Nižji: Kapitan korvete | pomorski častniki | Višji: Kapitan bojne ladje |